# Scandix nutans
Scandix nutans är en flockblommig växtart som beskrevs av Conrad Moench. Scandix nutans ingår i släktet nålkörvlar, och familjen flockblommiga växter. Inga underarter finns listade i Catalogue of Life.